# Бели дуд
Бели дуд (Morus alba) је врста дуда, пореклом из средње и источне Азије. У Европу је пренет у средњем веку. Код нас је одомаћена врста и често се јавља спонтано, нарочито поред река.

## Опис
Бели дуд је висине до 20 метара. Крошња му је округла, а кора у младости жућкаста и глатка, касније сивосмеђа и дубоко испуцала. Млади су избојци голи или слабо длакави, жутосиви, садрже млечни сок, као и лисне петељке. Пупољци су широко јајолики, око 6 мм велики, смеђосиви, са 6 љусака. Листови су наизменични, широко јајолики, 6-14 цм дуги, 4-10 цм широки, једноставни или ређе са 2-3 непотпуно изражена режња, срцолике основе. Лисна површина са горње стране светлозелена, а са доње стране зеленосива, са кратким белим длачицама дуж нерава. Петељка дужа од 2 цм. Мушки цветови у ваљкастим ресама и састављени од четворочланог перигона и четири прашника. Женски цвет након оплодње даје сложен јестив плод дудињу (мурва), који дозрева крајем јуна. Боја плода варира од беле до љубичасте.
- Бели дуд кроз 4 сезоне.
- Варијабилни облик листа белог дуда.
- Плодови белог дуда - дудиње.
- Ларва свилене бубе на листу белог дуда.

## Употреба
Бели дуд се узгаја од давнина у средњој и јужној Европи ради јестивих плодова (дудиња) и листова који служе као храна гусеницама свилене бубе. Дудиње се употребљавају и за производњу ракије (дудовача). Дрво је слично багремовом, јако, отпорно и лако се глача. Употребљава се у столарству и дрвној индустрији. 

## Услови средине
У младости расте брзо. Добро подноси орезивање. У нижим пределима није осетљив на мраз и може издржати ниске температуре и до -20°C. На већим висинама трпи од мраза. Добро подноси засену. Веома је отпоран на сушу. У односу на земљиште има скромне захтеве, може да расте чак и на заслањеним. Коренов систем је добро развијен те је погодан за везивање покретних, ерозивних земљишта. На пешчаним земљиштима може поднети засипање песком до 2/3 своје висине. Лако се размножава сетвом (у пролеће), резницама, полуодрвљеним резницама (током лета), кореновим резницама и положеницама. Даје обилне изданке из пања. 

## Значај у озелењавању
Узгаја се у дрворедима, живим оградама, парковима и баштама. Предност при садњи имају мушке јединке, зато што не плодоносе. Женске и једнодоме јединке дуда обилато плодоносе, а њихови бројни плодови изузетно много прљају простор око стабала, те се морају свакодневно уклањати. 
У култури су поникле многе сорте (око 400) и форме, различите по облику и боји листа, облику крошње, боји плодова и др.
Постоји више украсних форми и варијетета:
- - млади изданци и листови златно-жути.
- - форма веома крупних листова (до 22 цм).
- - ниско дрво густе, округласте крошње.
- - дрво високо око 4 м са танким, дугим, до земље повијеним гранама. Изузетно атрактивна форма, Једна од најчешће коришћених форми белог дуда на зеленим површинама. Атрактиван је у сваком периоду године. Примерен је како парковским површинама тако и урбаном градском језгру.
- - дрво високо преко 5 м са ускопирамидалном круном и гранама усмереним ка врху.
- - дудиње беле.
- - мање дрво густе крошње. Листови су ситни, а плодове цвасти тамноцрвене.

- Жалосни дуд на Калемегдану током зиме
- Жалосни дуд на Калемегдану током лета
- Жалосни дуд (Morus alba ’pendula’) на нишком кеју
- Жалосни дуд (Morus alba ’pendula’) испред Југословенског драмског позоришта у Београду
- Поглед са Калемегдана на Нови Београд кроз крошњу жалосног дуда током зиме
- Лист белог дуда
- Бели дуд у парковима Ниша